# Стефан Мбіа
Стефан Мбіа (фр. Stéphane M'Bia, нар. 20 травня 1986, Яунде) — камерунський футболіст, захисник та опорний півзахисник китайського клубу «Хебей Чжунцзі» і національної збірної Камеруну.

## Клубна кар'єра
Народився 20 травня 1986 року в місті Яунде. Вихованець «Каджі Спортс Академі» та французького «Ренна», до школи якого перейшов 2003 року.
У дорослому футболі дебютував 2004 року виступами за основну команду «Ренна», в якій провів п'ять сезонів, взявши участь у 105 матчах чемпіонату. Більшість часу, проведеного у складі «Ренна», був основним гравцем команди.

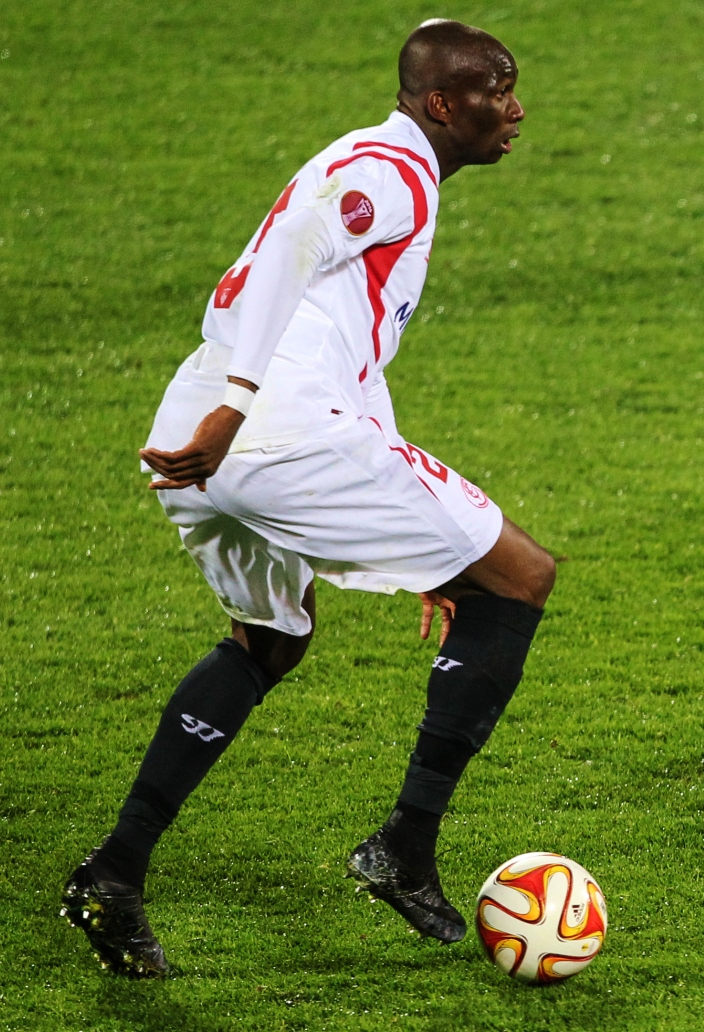
Стефан Мбіа під час виступів за «Севілью». 23 квітня 2015 року.

Своєю грою за цю команду привернув увагу представників тренерського штабу «Марселя», до складу якого приєднався 13 липня 2009 року за 12 млн євро. Відіграв за команду з Марселя наступні три сезони своєї ігрової кар'єри. Граючи у складі «Марселя» також здебільшого виходив на поле в основному складі команди. За цей час виборов титул чемпіона Франції, став дворазовим володарем Суперкубка Франції та триразовим володарем Кубка французької ліги.
До складу англійського «Квінз Парк Рейнджерс» приєднався 31 серпня 2012 року. Відіграв за лондонську команду 29 матчі в національному чемпіонаті в сезоні, за результатами якого КПР вибув з Прем'єр-ліги.
26 серпня 2013 року перейшов на умовах оренди до іспанської «Севільї», а за рік уклав з андалусцями повноцінний контракт.
2 липня 2015 року вибрав «Трабзонспор» для продовження кар'єри, підписавши трирічну згоду на правах вільного агента. Проте в команді провів лише півроку і в кінці січня 2016 року став гравцем китайського клубу «Хебей Чжунцзі».

## Виступи за збірні
2003 року провів два матчі, відзначившись 1 забитим голом, у складі юнацької збірної Камеруну на чемпіонаті світу серед однолітків в Фінляндії.
2008 року захищав кольори олімпійської збірної Камеруну на Олімпійських іграх 2008 року у Пекіні. У складі цієї команди провів 4 матчі, забив 1 гол.
2005 року дебютував в офіційних матчах у складі національної збірної Камеруну. 
У складі збірної був учасником чемпіонату світу 2010 року у ПАР, бразильського чемпіонату світу 2014 року, а також Кубків  африканських націй  2008 року у Гані, де разом з командою здобув «срібло», 2010 року в Анголі та 2015 року в Екваторіальній Гвінеї.
Наразі провів у формі головної команди країни 67 матчів, забивши 5 голів.

## Титули і досягнення

### Клуби
- Чемпіон Франції (1):

«Марсель»: 2009-10

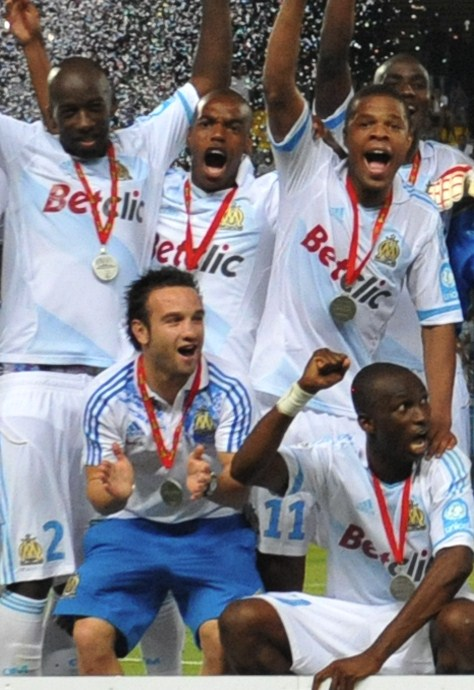
Стефан Мбіа (праворуч внизу) разом з партнерами по «Марселю» святкує перемогу в суперкубку Франції (27 липня 2011)

- Володар Кубку французької ліги (3):

«Марсель»: 2009-10, 2010-11, 2011-12
- Володар Суперкубка Франції (2):

«Марсель»: 2010, 2011
- Переможець Ліги Європи (2):

«Севілья»:  2013–14, 2014–15

### Збірні
- Чемпіон Африки (U-17): 2003
- Срібний призер Кубка африканських націй: 2008